# Aziz Bouderbala
Abdelaziz Bouderbala El-Idrissi (Casablanca, 26 dicembre 1960) è un ex calciatore marocchino, di ruolo trequartista.
Nel 2006 è stato selezionato dalla CAF come uno dei migliori 200 giocatori africani degli ultimi 50 anni.

## Biografia
Nasce a Casablanca il 26 dicembre 1960 da padre tassista e madre casalinga, penultimo di otto tra fratelli e sorelle. A sette anni comincia a giocare a pallone, facendosi poi notare nei vari tornei cittadini. In seguito frequenta per cinque anni il Conservatorio dove si specializza in musica classica araba.

## Carriera
Aziz Bouderbala iniziò la carriera professionista nel Wydad Casablanca, prima di trasferirsi in Europa al FC Sion e successivamente al Matra Racing e all'Olympique Lione. Giocò anche in Portogallo nel G. D. Estoril-Praia, terminando la carriera nel 1995 in Svizzera nel San Gallo.
Ha totalizzato 57 presenze nella nazionale marocchina, segnando 14 reti e ha giocato il mondiale in Messico del 1986, e preso parte a tre edizioni della coppa d'Africa: 1986, 1988, 1992.